# Indisk fläckkrypare
Indisk fläckkrypare (Salpornis spilonota) är en av två små tättingar i den nyligen urskilda familjen fläckkrypare. Arten är endemisk för Indien.

## Utseende
De två arterna fläckkrypare, tidigare behandlade som en och samma art, är små fåglar (13–15 cm) brokigt tecknade i brunt, vitt och svart. Likt trädkryparna har de en tunn nedåtböjd näbb som används för att få loss insekter som lever i bark. De saknar dock trädkryparnas styva stjärtfjädrar och påminner därför i kroppsformen mer om nötväckor. Den indiska fläckkryparen skiljer sig från afrikansk fläckkrypare genom vit och otecknad haka och strupe, längre näbb, kortare vingar och mörkare läten.

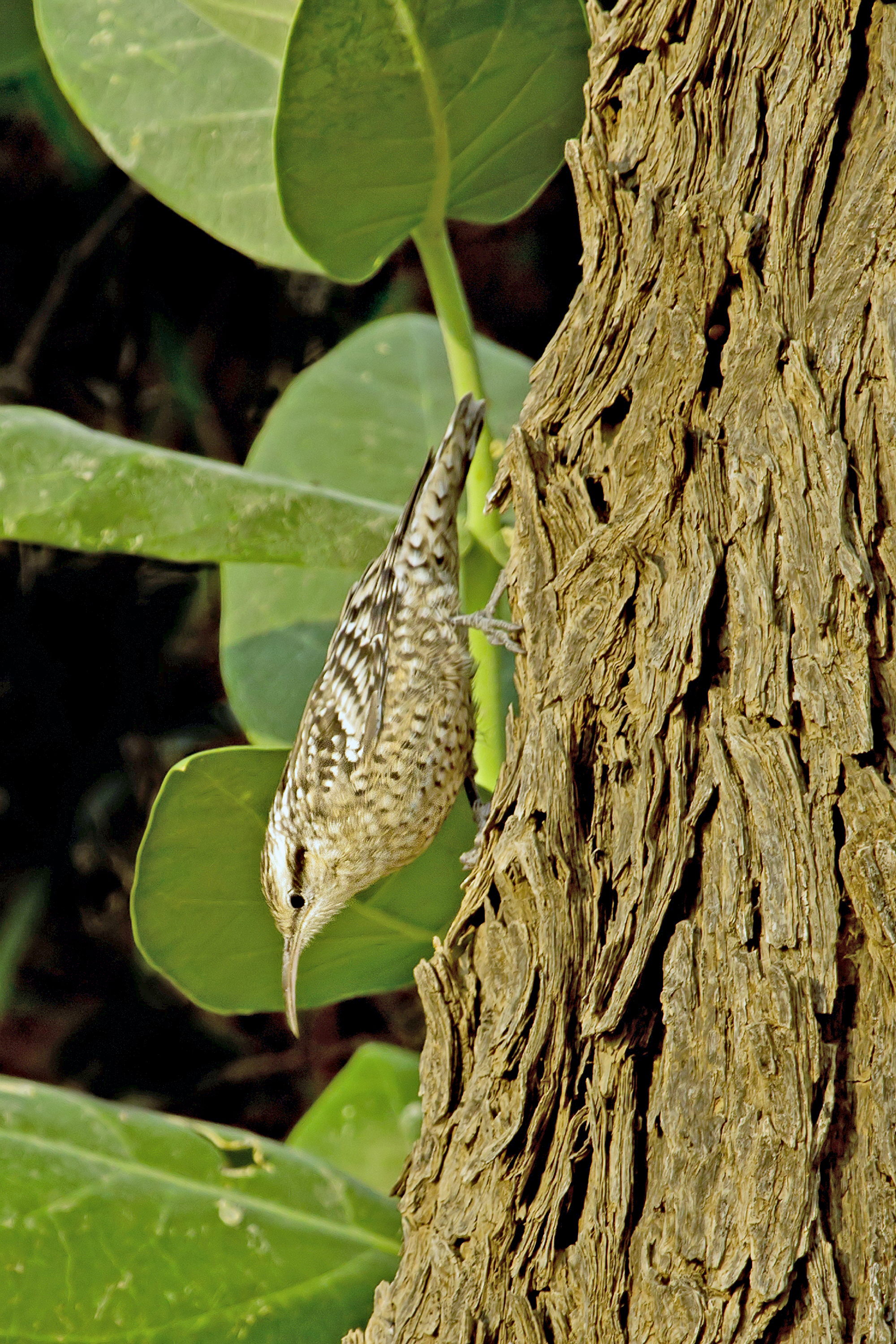

## Läten
Bland lätena hörs tunna "see ee" och djupa "kek kek kek". Sången är visslande.

## Utbredning och systematik
Indisk fläckkrypare förekommer enbart i norra centrala Indien, från östra Rajasthan och Gujarat österut till Bihar. Den är en stannfågel men gör vissa kortare lokala förflyttningar. Arten delas in i två underarter med följande utbredning:
- Salpornis spilonota rajputanae – centrala och sydöstra Rajastan i västcentrala Indien
- Salpornis spilonota spilonota – centrala Indien från östra Gujarat och södra Haryana österut till norra Uttar Pradesh och norra Bihar samt söderut till östra Maharashtra, norra Andhra Pradesh och sydöstra Madhya Pradesh; även Goa

Tidigare betraktades indisk och afrikansk fläckkrypare (S. salvadorii) som en och samma art.

### Familjetillhörighet
Fläckkryparnas familjetillhörighet var varit synnerligen omstridd. De har drag av både trädkrypare (Certhiidae) och nötväckor (Sittidae) och olika taxonomiska auktoriteter placerar dem i endera den ena eller andra familjen. Genetiska studier har heller inte helt besvarat frågan om familjetillhörigheten. Vissa studier ger ett stöd, om ändock svagt, för att Certhia och Salpornis är systertaxa, medan andra studiers resultat placerar dem närmare Sitta. Studier av både morfologi, läten och mitokondrie-DNA stödjer istället hållningen att Salpornis bör placeras i en egen familj, närmast släkt med murkryparen (Tichodromidae). Sedan 2024 gör IOC just detta och denna linje följs här.

## Levnadssätt
Indiska fläckkryparen hittas i öppen skog och lundar med inslag av grovbarkiga träd som mango och Acacia nilotica. Den klättrar snabbt uppför trädstammar och grenar, olikt trädkryparna inte i spiraler, på jakt efter ryggradslösa djur.

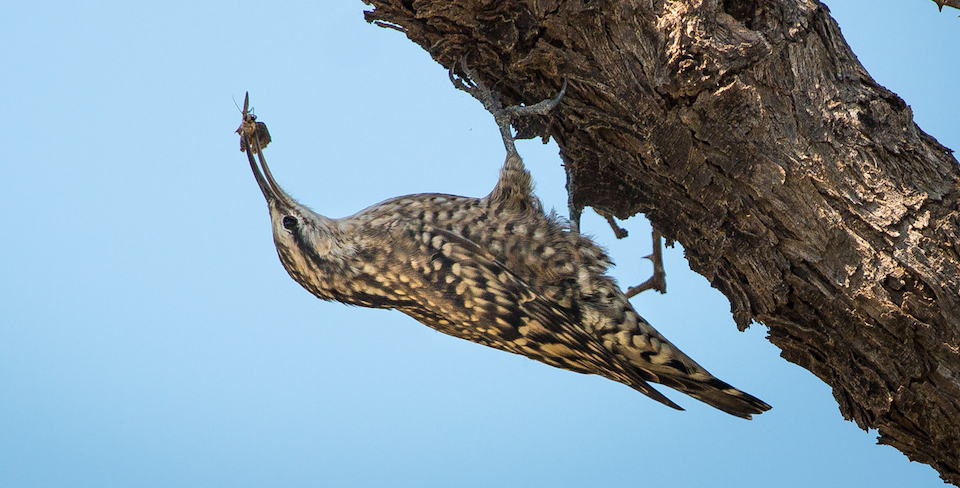

## Status och hot
Arten har ett stort utbredningsområde och en stor population, men tros minska i antal, dock inte tillräckligt kraftigt för att den ska betraktas som hotad. Internationella naturvårdsunionen IUCN kategoriserar därför arten som livskraftig (LC).